# Klement VIII.
Klement VIII., lat. Clemens PP. VIII.  (Fano, 24. veljače 1536. – Rim, 3. ožujka 1605.), rođen kao Ippolito Aldobrandini, 231. poglavar Katoličke Crkve, papa od 30. siječnja 1592. do smrti 1605. godine.

## Raniji život
Ippolito Aldobrandini rodio se 24. veljače 1536. godine u Fanu, od oca Silvestra Aldobrandinija, odvjetnika i guvernera Fana, i majke Lise, rođene Donati.  Aldobrandini je bila ugledna firentinska obitelj, ali su morali napustiti grad zbog suprotstavljanja obitelji Medici. Ippolito je, kao njegov otac, studirao pravo na sveučilištima u Padovi, Perugi i Bologni. Nakon što je stekao doktorat iz prava, papa Pio V. (1566. – 1572.) poziva ga u Rim i postavlja za glavnog suca. Od rane mladosti bio je pod utjecajem Filipa Neria (1515. – 1595.), budućeg sveca, koji mu je trideset godina bio ispovjednik i prijatelj. Možda je i to bio razlog zašto se odlučio za svećenički poziv i zaredio 1580. godine. Po nagovoru Neria, papa Grgur XIII. (1572. – 1585.) postavlja ga na odgovorne dužnosti, a papa Siksto V. (1585. – 1590.) imenuje ga kardinalom 18. prosinca 1585. godine i šalje u Poljsku, kako bi riješio nesuglasice između kralja Sigismunda III. (1566. – 1632.) i obitelji Habsburg. 

## Izbor za papu
U kolovozu 1590. godine umire papa Siksto V. U sljedeće dvije godine održane su čak četiri konklave. Pape su se izmjenjivali kao na traci: Urban VII. (1590.), Grgur XIV. (1590. – 1591.) i Inocent IX. (1591.). U svim konklavama sudjelovao je i kardinal Aldobrandini. Nakon smrti Inocenta IX., pedeset četiri od šezdeset četiri kardinala okupili su se 10. siječnja 1592. godine u novu konklavu. Kao i obično, kardinali su bili podijeljeni u nekoliko frakcija. Najjača među njima je bila ona španjolska, koja je zastupala interese kralja Filipa II. (1581. – 1998.), a predvođena kardinalom Ludovicom Madruzzom (1532. – 1600.). Njihov kandidat je bio kardinal Giulio Antonio Santorio (1532. – 1602.), glavni rimski inkvizitor. Njima suprotstavljena bila je grupa kardinala okupljena oko nećaka pape Siksta V., kardinala Alessandra Damascenija Perettija od Montalta (1571. – 1623.). Kardinal Aldobrandini je bio treća opcija. Kako su dani prolazili, kardinal Santorio je u svakom krugu dobivao najveći broj glasova, ali nikako dovoljno za izbor. Na kraju, 29. siječnja, kardinal Damasceni Peretti odlučio je dati podršku kardinalu Aldobrandiniju, što je bilo odlučujuće za ishod glasovanja. I tako je 30. siječnja 1592. godine kardinal Aldobrandini izabran za papu kao Klement VIII. 

## Pontifikat
Njegov je izbor naišao na veliko odobravanje građanstva i svih onih koji su poznavali njegov karakter. Klement VIII. je posjedovao sve odlike potrebne za Petrova nasljednika; besprijekoran u moralu, još od djetinjstva, vrlo izobražen i pobožan, ali po prirodi vrlo strog i radišan. Ali, kao i svaki čovjek, tako je i Papa imao mane. Jedna od njegovih najvećih je bila sklonost raskoši i trošenju. Nije se mogao oduprijeti ni nepotizmu, budući je svoja dva nećaka, Pietra Aldobrandinija (1571. – 1621.) i Cinzia Passerija Aldobrandinija (1551. – 1610.), imenovao kardinalima (u svom prvom konzistoriju) i povjerio im vođenje važnih poslova u Kuriji. Klement je svakog mjeseca pješice, kao hodočasnik, obilazio sedam glavnih rimskih crkava. Osobno je posjetio sve crkve i obrazovne i dobrotvorne ustanove u Rimu i u svima proveo red i disciplinu. Godine 1592. objavio je korigiranu Vulgatu (tzv. Klementina), koja je ostala u uporabi sve do 20. stoljeća. Kada je francuski kralj Henrik IV. (1589. – 1610.) prešao na katolicizam, papa Klement mu ukida ekskomunikaciju, kojom ga je udario Siksto V. (1585. – 1590.), a hugenoti dobivaju vjersku slobodu i sva građanska prava. Tim Papinim potezom je ostvaren mir između Francuske i Španjolske 1598. godine. Unatoč Klementovim nastojanjima, nije uspio ostvariti koaliciju europskih kršćanskih snaga u borbi protiv Turaka, koji su ugrožavali Habsburško carstvo. Jako ga je obradovala pobjeda kršćana nad Turcima kod Siska 1593. godine, pa pismeno čestita pobjednicima. Nakon poraza kod Siska turska moć počinje naglo slabiti. U želji da sačuva pravovjerje, pooštrava rad inkvizicije i daje joj veće ovlasti, što je rezultiralo pogubnim posljedicama. Za njegova pontifikata spaljeno je preko trideset „heretika“, a među prvim žrtvama je bio Giordano Bruno (1548. – 1600.).

## Papina smrt
Papa Klement VIII. je dugi niz godina bolovao od gihta, te je veći dio svog kasnijeg života proveo u krevetu. Početkom veljače 1605. godine njegovo se stanje naglo pogoršalo. Umro je iznenada u noći između 3. i 4. ožujka 1605. godine. Najprije je pokopan u Bazilici sv. Petra, a kasnije je prebačen u Baziliku sv. Marija Velika.